# مشعلة النار (فلم 2022)
مشعلة النار (بالإنجليزية: Firestarter)؛ هو فيلم خيال علمي أمريكي رعب من إخراج كيث توماس، مبني على رواية تحمل نفس الاسم من تأليف ستيفن كينج. الفيلم هو نسخة جديدة من الفيلم الصادر عام 1984، والذي يحمل نفس الاسم. صدر الفيلم في الولايات المتحدة في 13 مايو 2022. وهو متاح على خدمة بيكوك في نفس اليوم.

## مقدمة
يتوجب على رجل حماية ابنته التي لديها حالة تعرف «بيروكيناتيس» ومطاردتها من قبل وكالة حكومية سرية تعتزم القبض عليها وتوظيفها لصالحها.

## طاقم
- زاك إيفرون في دور أندرو «آندي» ماكجي.[6]
- ريان كيرا ارمسترونج في دور شارلين «تشارلي» ماكجي
- سيدني ليمون في دور فيكتوريا «فيكي» ماكجي (ني توملينسون)
- مايكل جرايايايس في دور جون رينبيرد
- كورتوود سميث في دور دكتور. جوزيف وانليس
- جون بيسلي في دور ايرف ماندرز
- جلوريا ريوبن في دور الكابتن هوليستر

## الاستقبال
في الولايات المتحدة وكندا، من المتوقع أن يصل إجمالي ايرادات الفيلم إلى 5-7 ملايين دولار من 3412 مسرحًا في عطلة نهاية الأسبوع الافتتاحية. حقق الفيلم 1.54 مليون دولار في يوم الأول له.

## الإنتاج

### صناعة
في 27 أبريل 2017، أعلنت شركة يونيفرسال بيكشرز وبلمهوس برودكشنز عن نسخة جديدة من فاير ستارتر، كما تم تعيين أكيفا جولدسمان للإخراج والإنتاج جنبًا إلى جنب مع جايسون بلوم. في 28 يونيو 2018، حل فاتح أكين محل جولدسمان كمخرج، مع تعيين سكوت تيمز لكتابة السيناريو. في 16 ديسمبر 2019، حل كيث توماس محل أكين كمخرج. في 9 فبراير 2022، تم الكشف عن أن جون كاربنتر، وابنه كودي كاربنتر، ودانييل ديفيز هم من سيتولى تأليف الموسيقى للفيلم.

### طاقم
في سبتمبر 2020، اختير زاك إيفرون دور البطولة في الفيلم. في فبراير 2021، انضم مايكل جرايز إلى فريق التمثيل.

### التصوير
بدأ التصوير الرئيسي في 25 مايو 2021، في تورنتو وهاميلتون، أونتاريو.

## الإصدار
في 9 فبراير 2022، تم إصدار المقطع الدعائي الرسمي، مع الإعلان عن تاريخ إصدار الفيلم في الولايات المتحدة في 13 مايو 2022 بواسطة يونيفرسال بيكشرز. سيتم عرضه أيضًا على منصة بيكوك في نفس اليوم.

## روابط خارجية
- مقالات تستعمل روابط فنية بلا صلة مع ويكي بيانات